# 23298 Loewenstein
23298 Loewenstein là một tiểu hành tinh vành đai chính với chu kỳ quỹ đạo là 1263.7735964 ngày (3.46 năm).
Nó được phát hiện ngày 2 tháng 1 năm 2001.